# Conegliano
Conegliano is een stad in de Italiaanse regio Veneto en behoort tot de provincie Treviso.
De stad is een belangrijk agrarisch centrum aan de voet van Trevisaanse Vooralpen. Door Conegliano stroomt het riviertje de Monticano dat in de heuvels ten noorden van de plaats ontspringt. Samen met Vittorio Veneto en Valdobbiadene is het de productieplaats van de Proseccowijn. De proseccoheuvels staan tussen Conegliano en Valdobbiadene staan sinds 2019 op de Unesco-Werelderfgoedlijst. Ieder jaar in september vindt in het historisch centrum het toernooi Enodama plaats. Het gaat hier om het damspel, waarbij de traditionele stenen vervangen zijn door glazen witte en rode wijn.
De Via XX Settembre vormt het hart van de stad. Hier staan veel in de Venetiaanse stijl gebouwde panden en ligt het belangrijkste plein van de stad, de Piazza Cima.
De volgende frazioni maken deel uit van de gemeente: Scomigo.

## Bezienswaardigheden
- Kathedraal
- Palazzo del Comune
- Castelvecchio

## Sport
Conegliano is meermaals etappeplaats geweest in de wielerkoers Ronde van Italië. De Italiaan Mario Cipollini was er in 2002 de laatste ritwinnaar.

## Geboren in Conegliano
- Cima da Conegliano (circa 1460-1517/1518), kunstschilder
- Edith Cigana (1968), triatlete
- Renzo Furlan (1970), tennisser
- Alessandro Del Piero (1974), voetballer
- Marzio Bruseghin (1974), wielrenner
- Marco Donadel (1983), voetballer
- Fabrizio Crestani (1987), autocoureur
- Sacha Modolo (1987), wielrenner
- Francesca Cauz (1992), wielrenner
- Andrea Vendrame (1994), wielrenner
- Alessandro Pessot (1995), wielrenner
- Alessandro Pinarello (2003), wielrenner

## Impressie

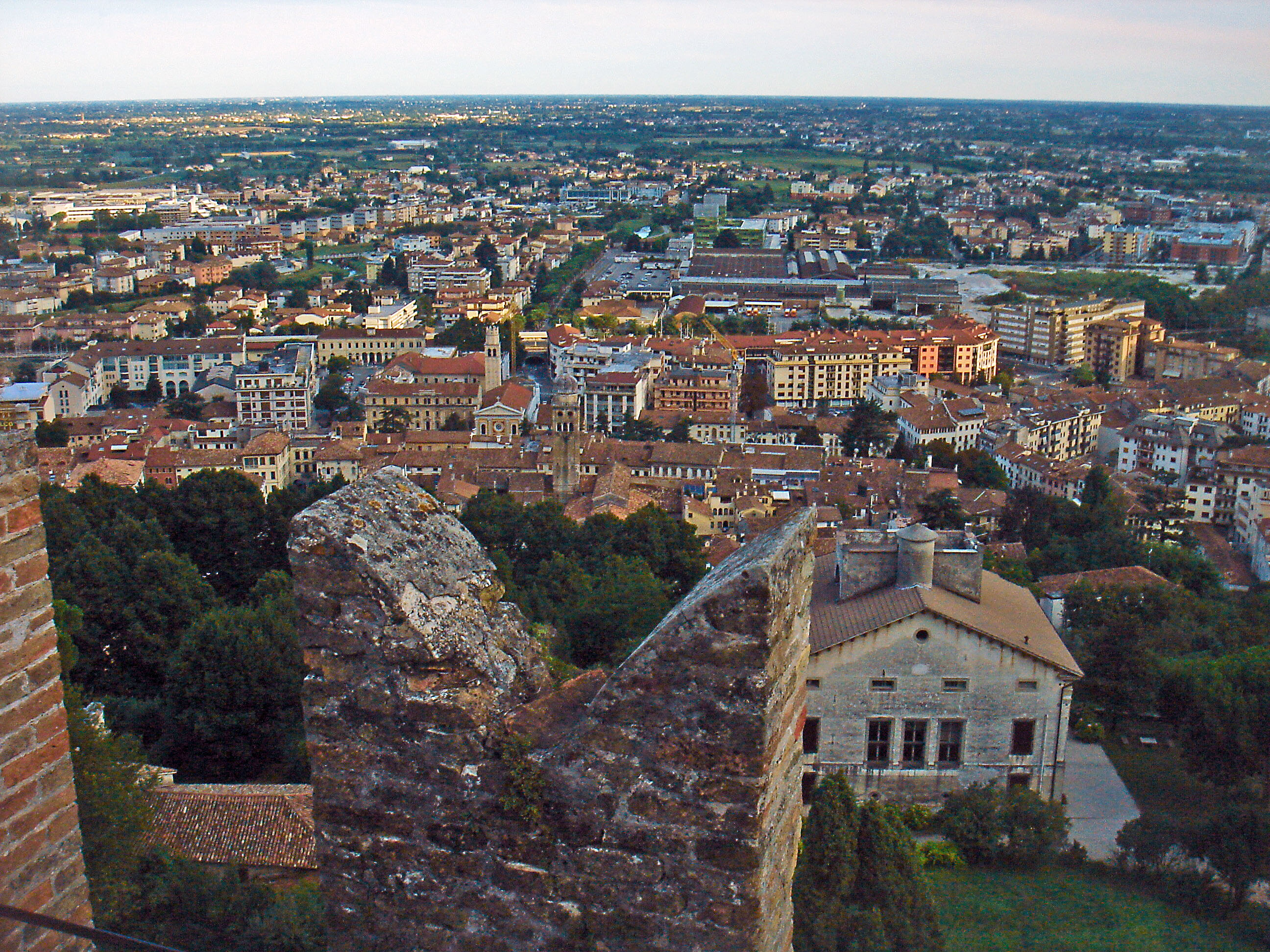
Conegliano
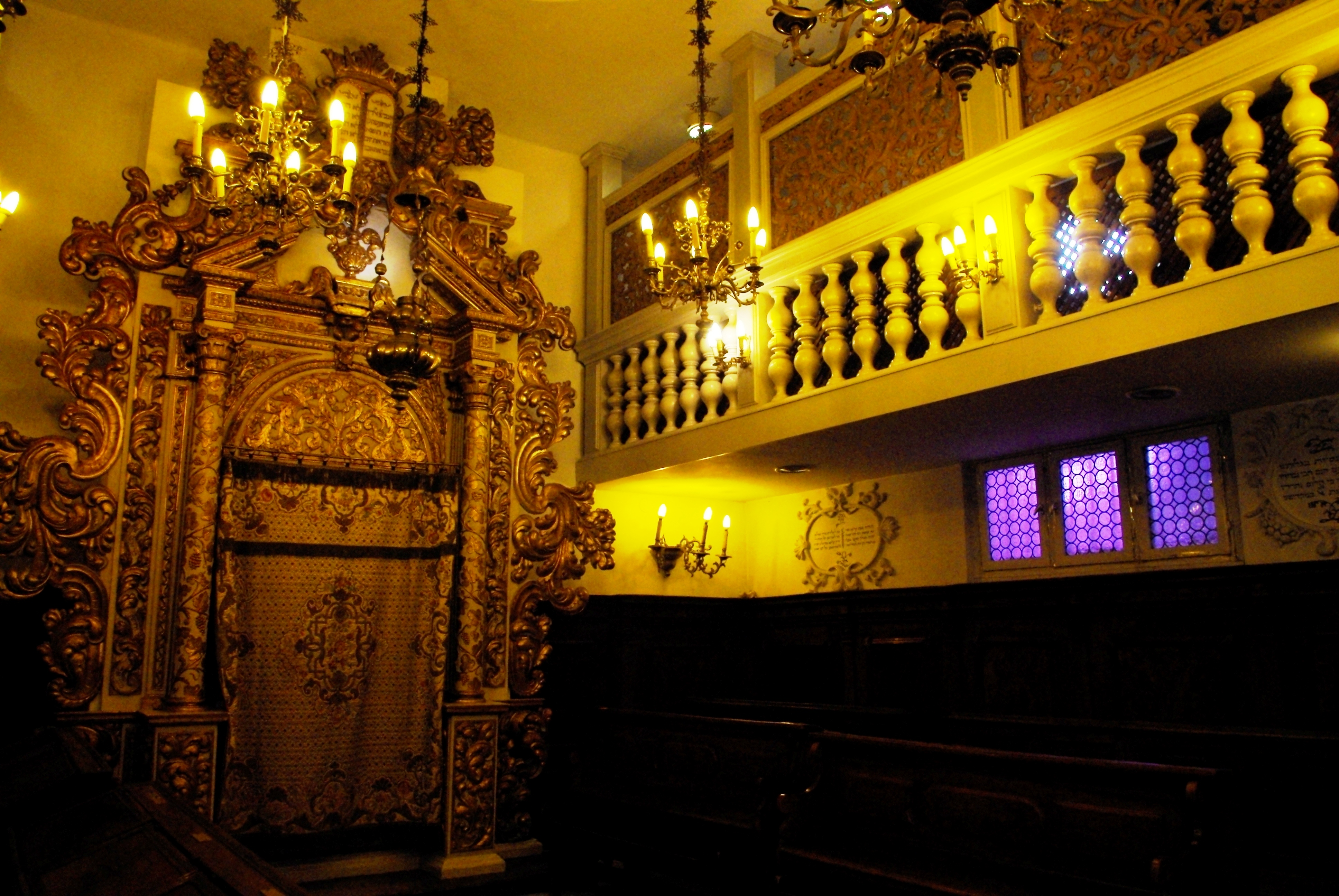
Synagoge van Conegliano
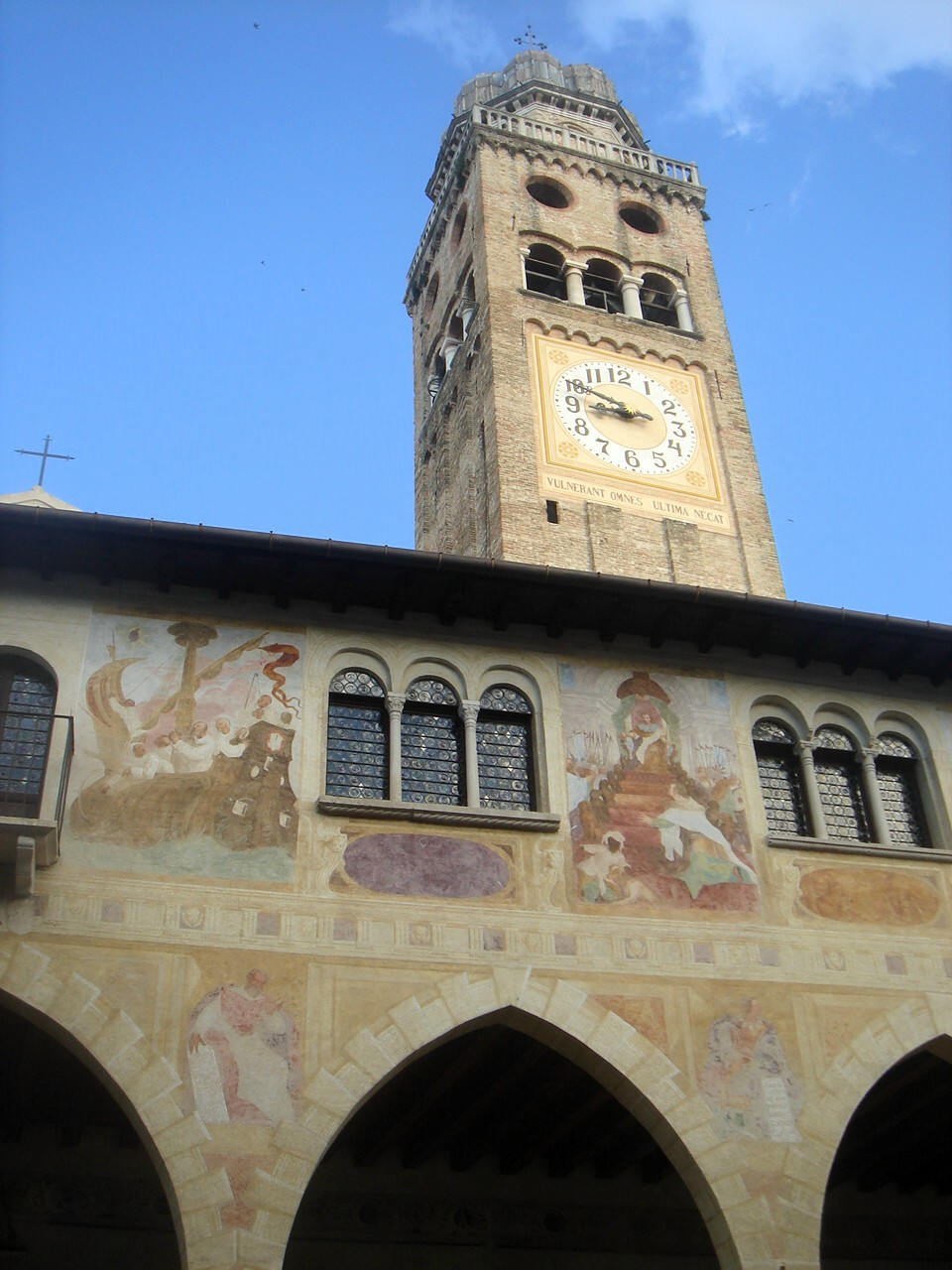
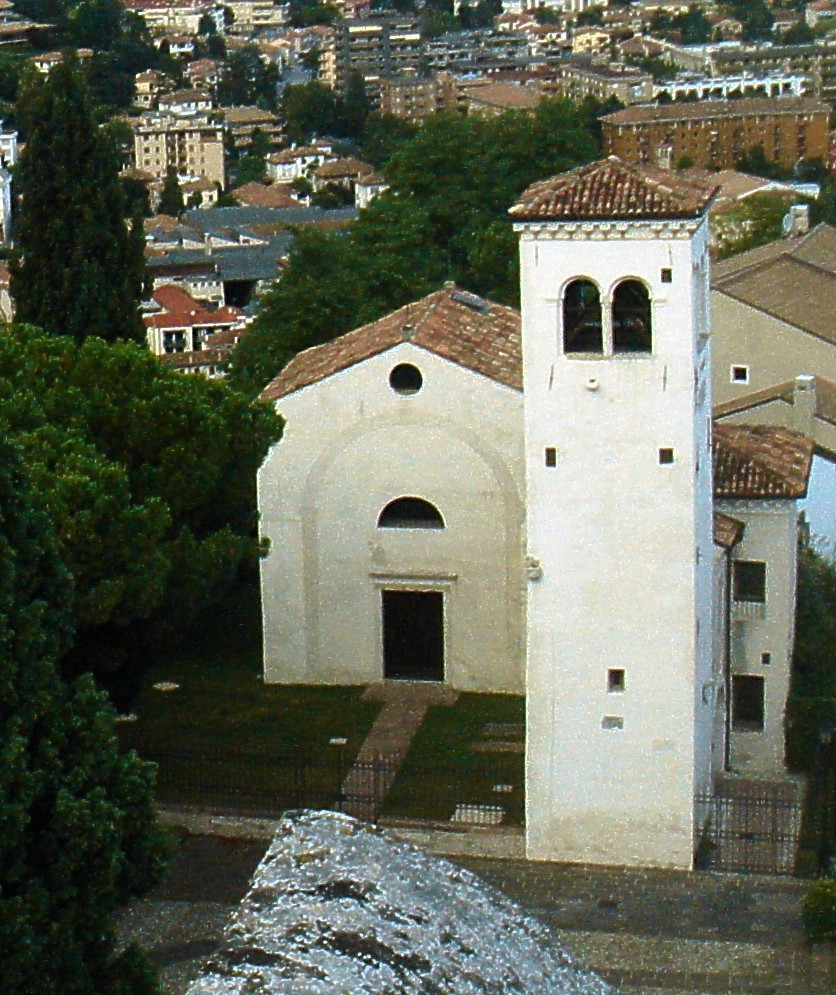
Kerk van St. Ursula
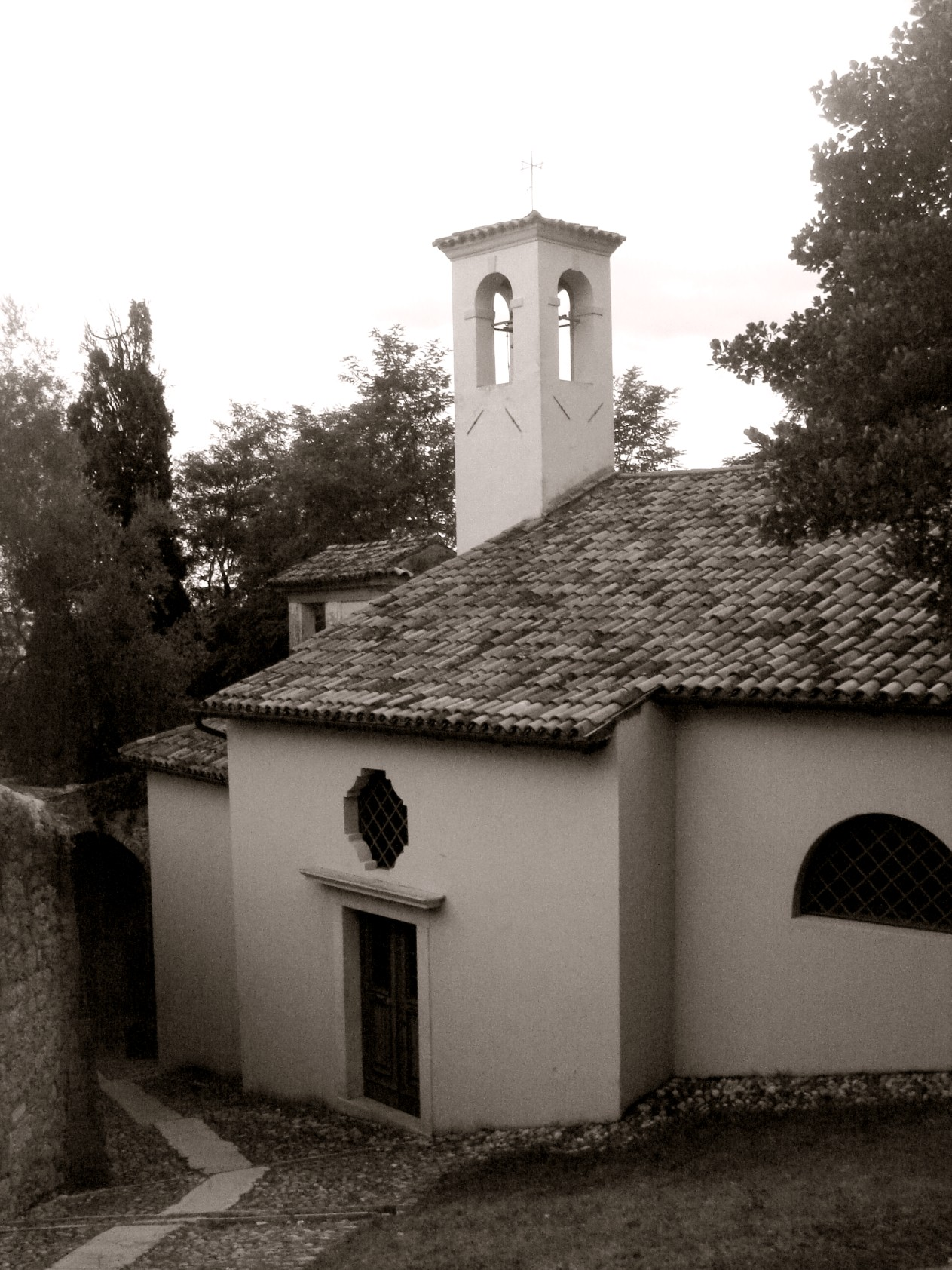
Oratio della Madonna della Neve
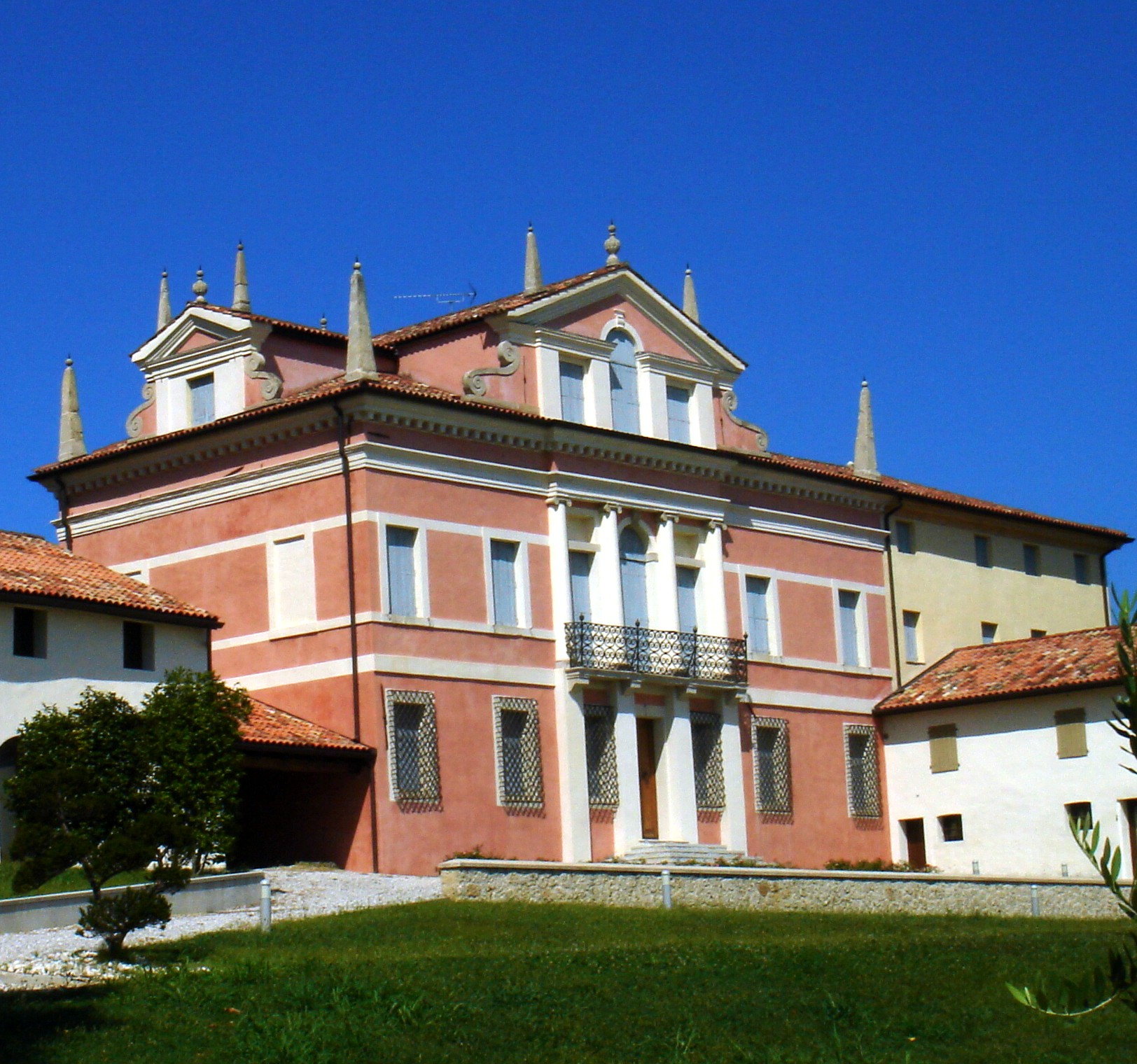
Villa Canello
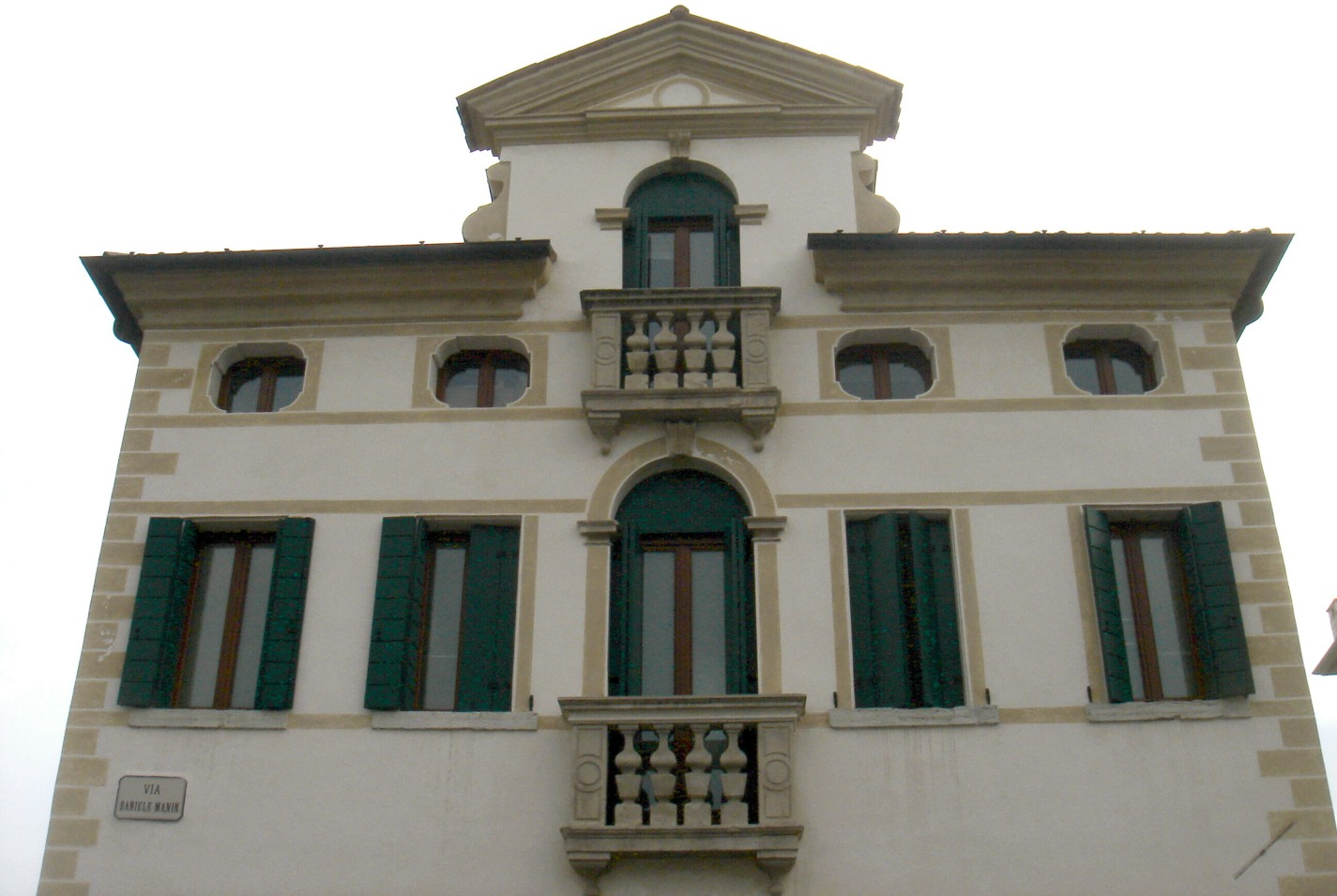
Villa Bortolon
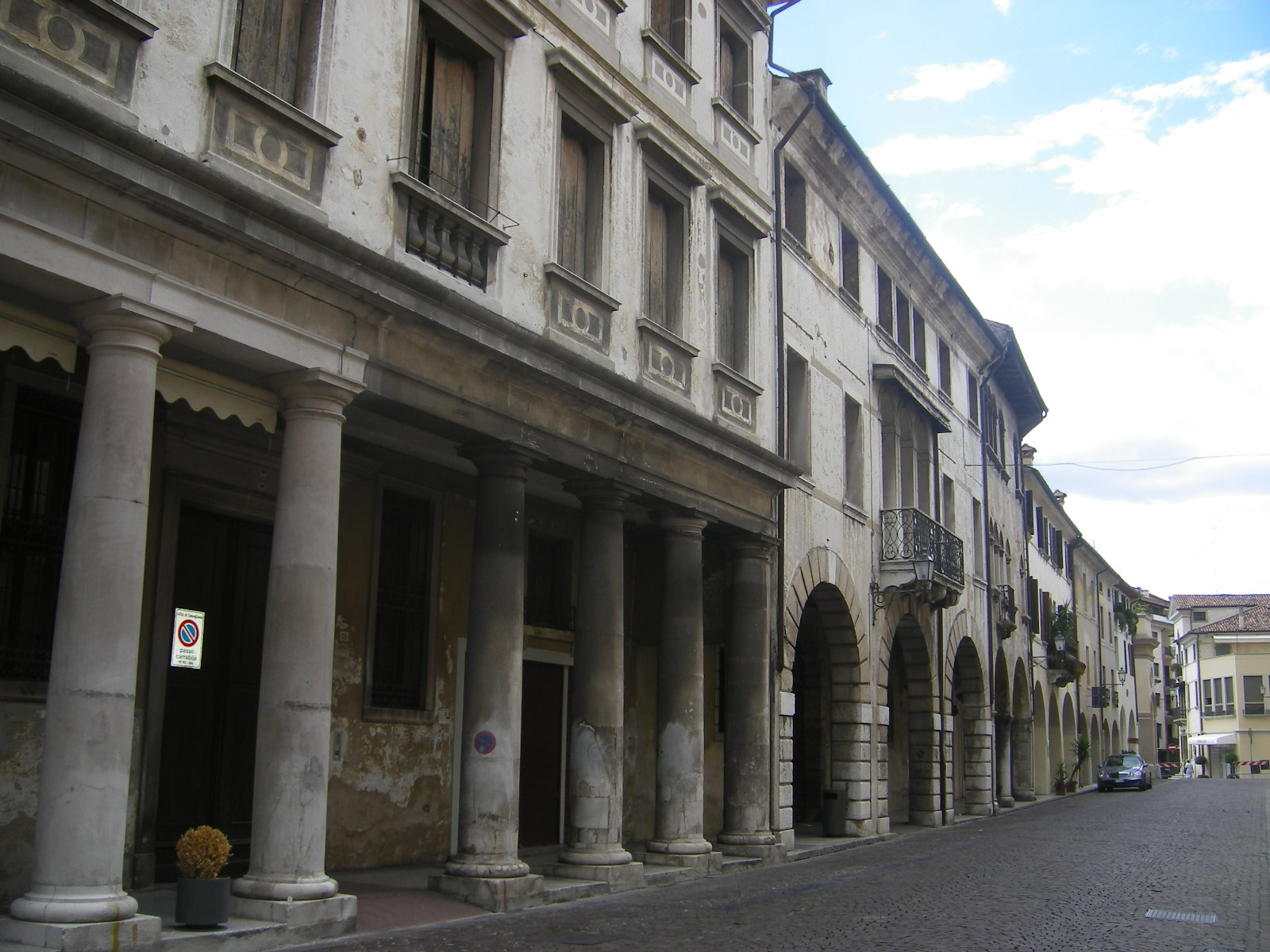
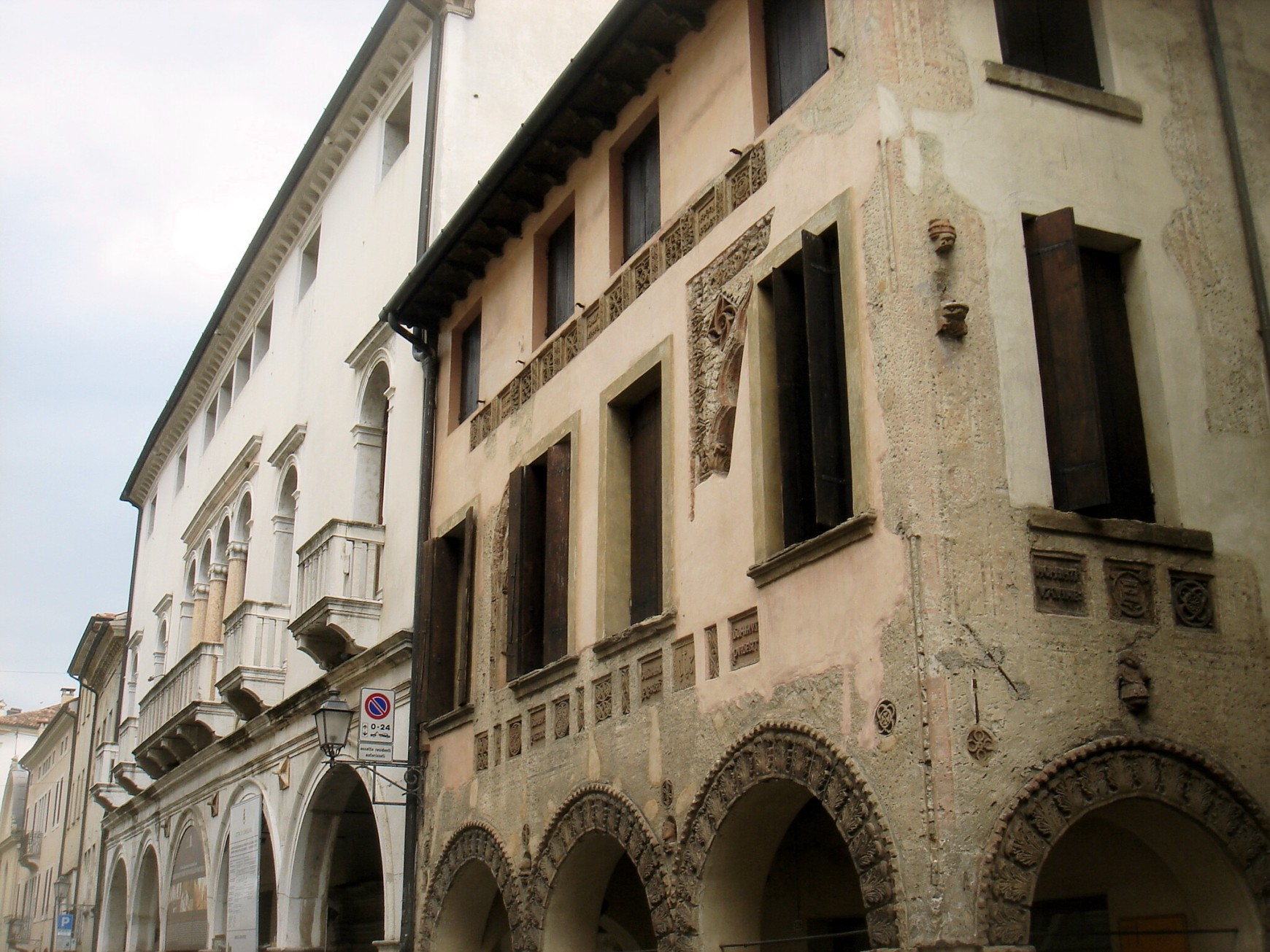
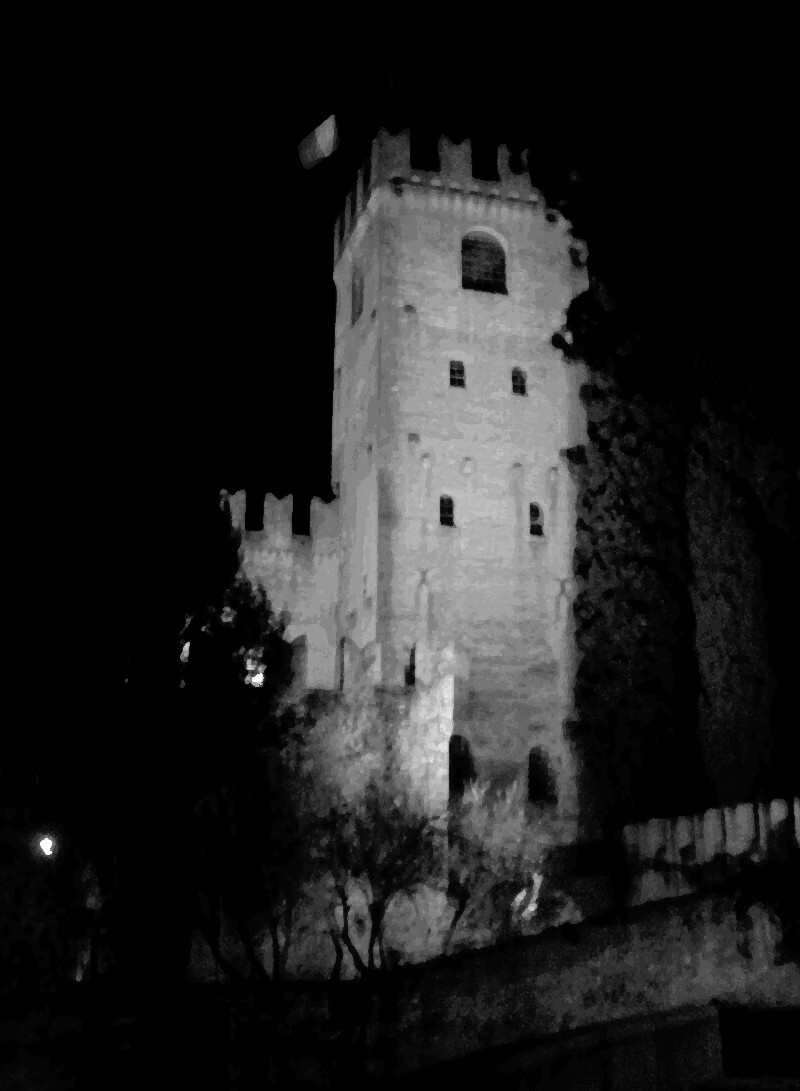
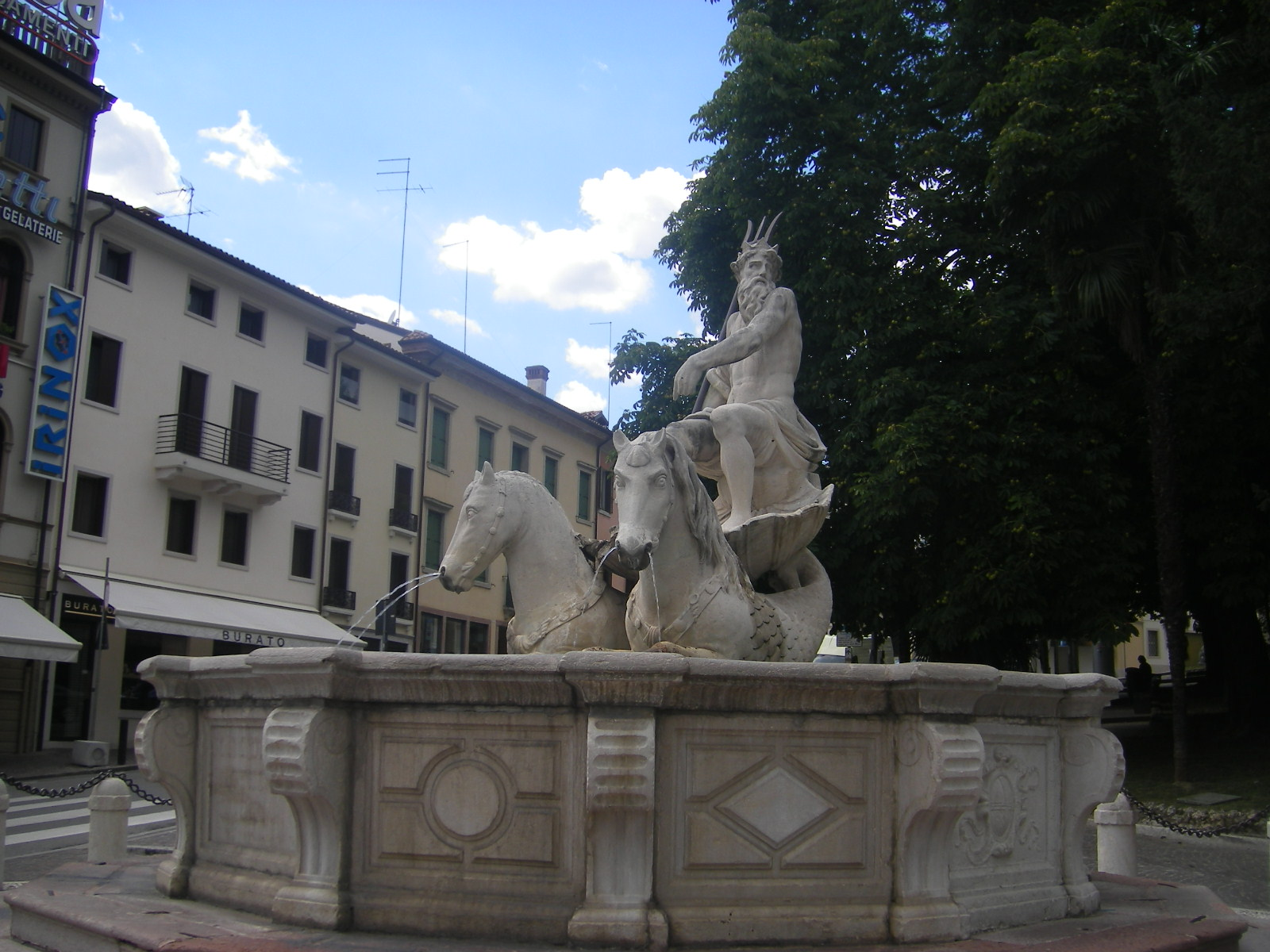
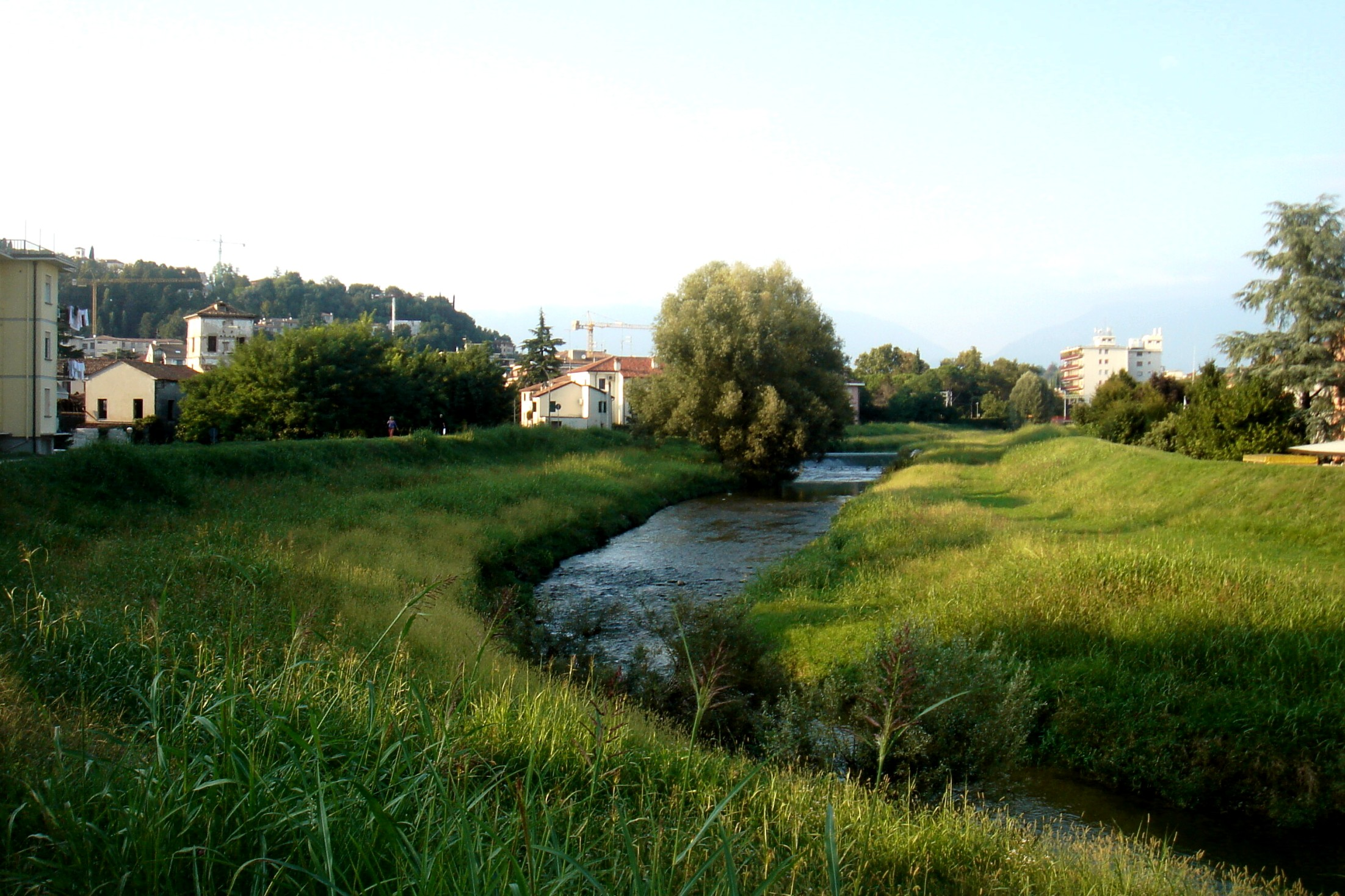
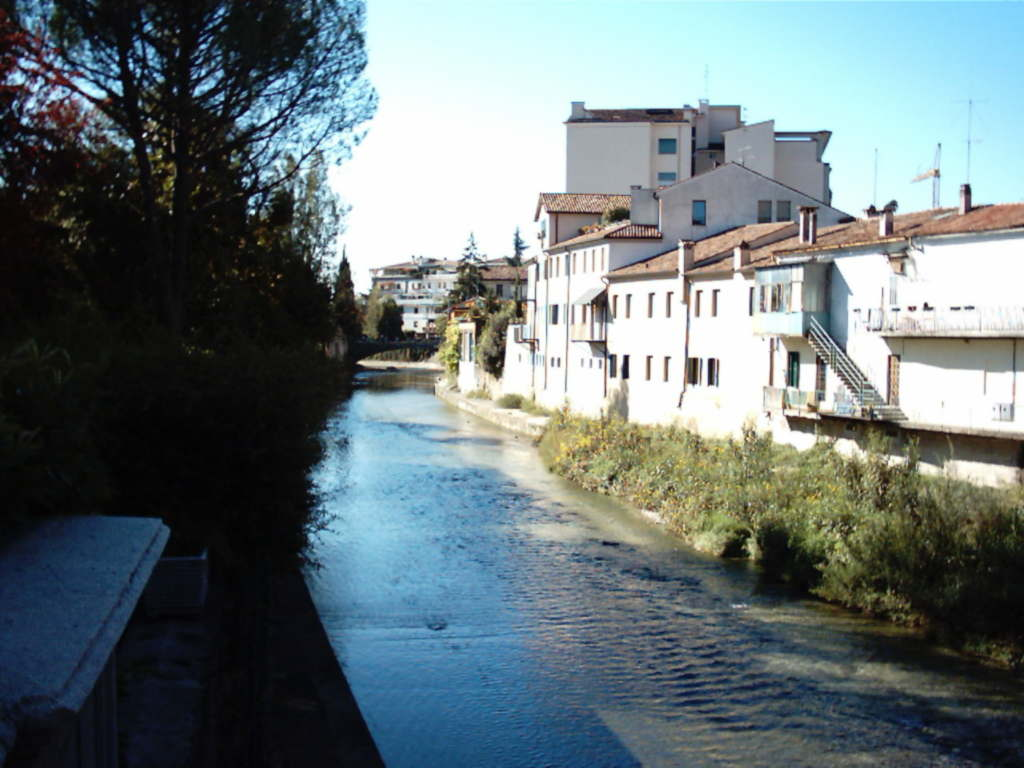
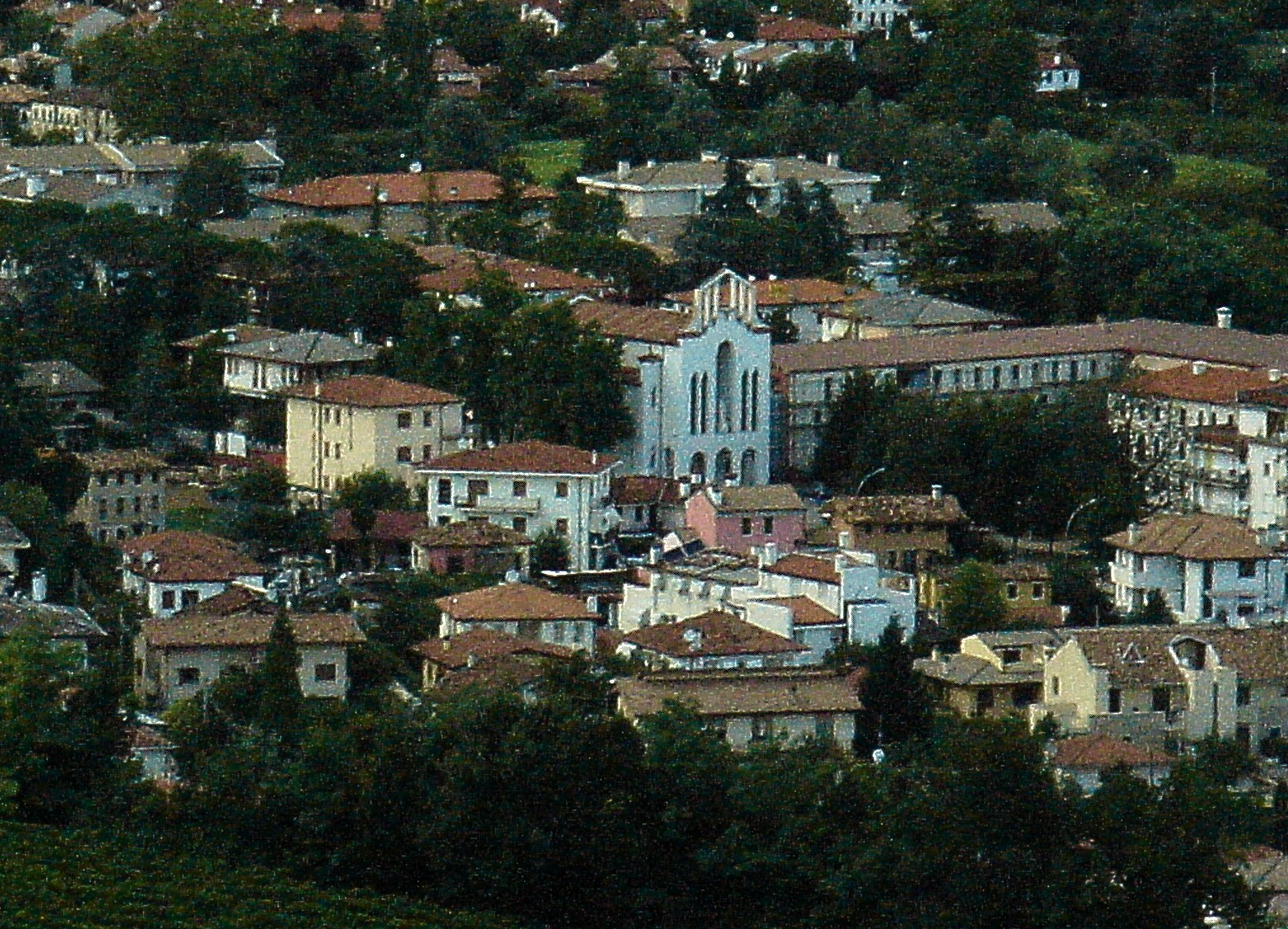
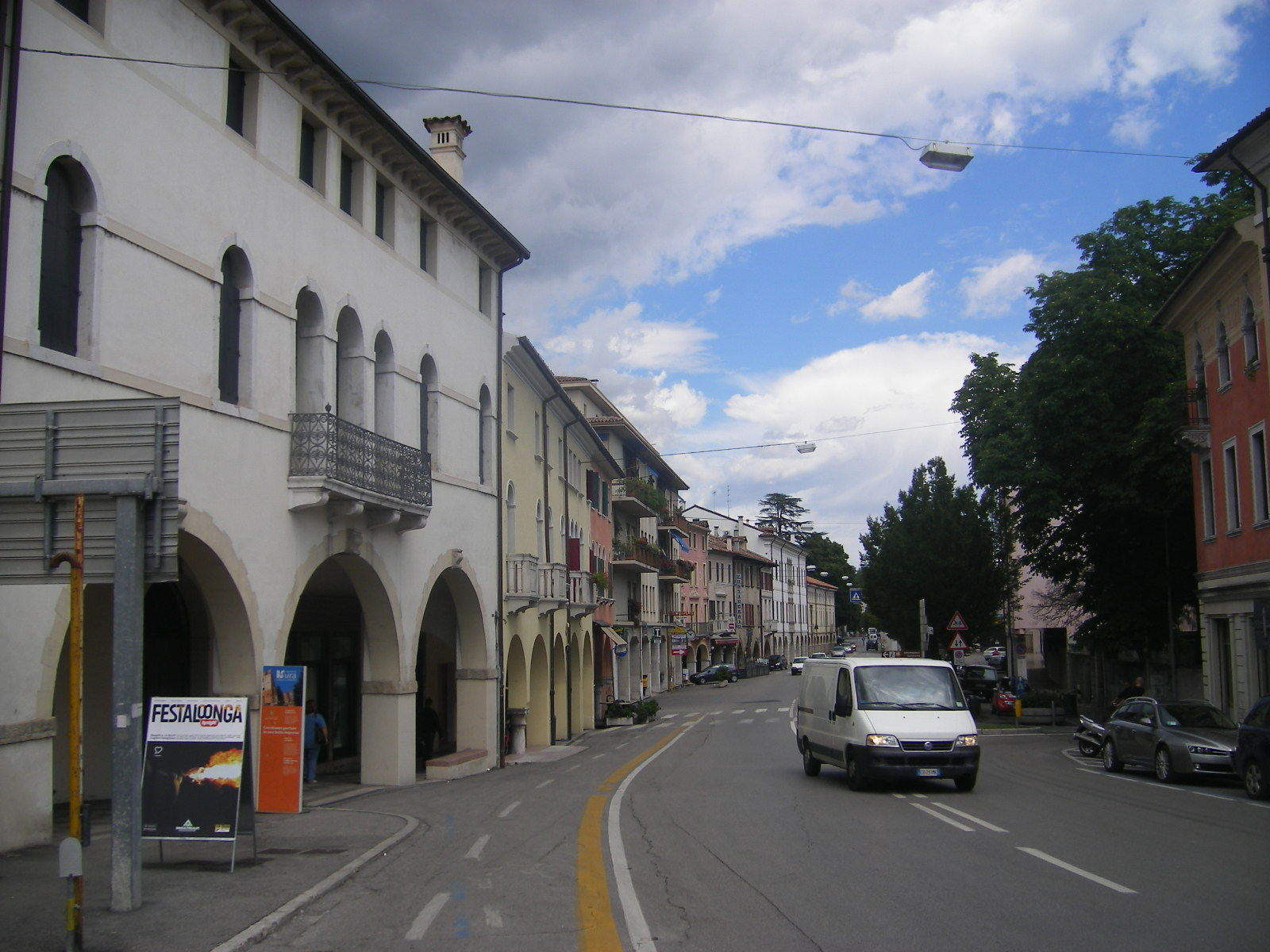